# Gynoplistia lobulifera
Gynoplistia lobulifera är en tvåvingeart som beskrevs av Alexander 1923. Gynoplistia lobulifera ingår i släktet Gynoplistia och familjen småharkrankar. Inga underarter finns listade i Catalogue of Life.